# Mima Itō
Mima Itō (jap. 伊藤 美誠 Itō Mima; ur. 21 października 2000 w Iwata) – japońska tenisistka stołowa, brązowa medalistka olimpijska, czterokrotna medalistka mistrzostw świata.
W 2016 roku wzięła udział w igrzyskach olimpijskich w Rio de Janeiro. Wystąpiła w jednej konkurencji – zdobyła brązowy medal olimpijski w grze drużynowej (wraz z nią japoński zespół tworzyły Ai Fukuhara i Kasumi Ishikawa).
W latach 2016–2019 zdobyła cztery medale mistrzostw świata (trzy srebrne i jeden brązowy) – dwa w grze podwójnej i dwa w grze drużynowej.